# Nick Srnicek
Nick Srnicek, född 1982, är en kanadensisk skribent och akademiker, för närvarande (2021) anställd vid King's College i London. Srnicek associeras med vänsterflygeln inom den accelerationistiska teoribildningen, och är tillsammans med Alex Williams författare till det accelerationistiska manifestet #Accelerate. Srnicek har även skrivit om plattformskapitalism, arbetskritik och medborgarlön.